# Brooklyn Douthwright
Brooklyn Douthwright (20 de mayo de 2003) es una deportista canadiense que compite en natación, especialista en el estilo libre.
En los Juegos Panamericanos de 2023 obtuvo dos medallas, oro en 4 × 100 m libre y bronce en 4 × 200 m libre.
Estudió Ingeniería Biomédica en la Universidad de Tennessee.

## Palmarés internacional
| Juegos Panamericanos | Juegos Panamericanos | Juegos Panamericanos | Juegos Panamericanos |
| Año                  | Lugar                | Medalla              | Prueba               |
| -------------------- | -------------------- | -------------------- | -------------------- |
| 2023                 | Santiago (Chile)     | Medalla de oro       | 4 × 100 m libre      |
| 2023                 | Santiago (Chile)     | Medalla de bronce    | 4 × 200 m libre      |